# Carlos VII de Francia
Carlos VII de Francia (París, 22 de febrero de 1403- Mehun-sur-Yèvre, 22 de julio de 1461), llamado el Victorioso (en francés: le Victorieux) o el Bien Servido (en francés: le Bien-Servi), fue el quinto hijo del rey Carlos VI y de Isabel de Baviera, descendiente de la dinastía Valois. Se convirtió en heredero al trono y en delfín de Francia en 1417, coronándose como rey de Francia el 17 de julio de 1429, título que ostentó hasta su muerte en 1461, a pesar de que al inicio de su vida tuvo que disputarse el trono con su sobrino Enrique VI de Inglaterra, cuyo regente Juan de Lancaster, el duque de Bedford, dominaba gran parte del reino de Francia, incluyendo la capital, París.
Fue hijo de Carlos VI, rey de Francia, pero su sucesión al trono fue puesta en tela de juicio por los ingleses que ocupaban el norte de Francia, y el tratado de Troyes, firmado por su padre, Carlos VI, que estipulaba que el sucesor al trono francés sería Enrique VI, el monarca inglés. Aun así, fue coronado en Reims en 1429 gracias en parte a los esfuerzos de Juana de Arco por liberar Francia de la ocupación inglesa. La última fase de su reinado se caracterizó por fricciones constantes con su hijo, el futuro Luis XI.

## Primeros años
Nacido en París en 1403, Carlos fue el quinto hijo de Carlos VI y de Isabel de Baviera; tenía cuatro hermanos mayores, Carlos (1386), Carlos (1392-1401), Luis (1397-1415) y Juan (1398-1417), cada uno ostentó el título de Delfín de Francia, heredero al trono francés. Sin embargo, todos murieron siendo niños, dejando a Carlos una herencia rica en títulos.
Casi inmediatamente después de recibir el título Delfín de Francia, Carlos fue forzado a encarar la amenaza de su herencia, obligado a huir del País (lo escoltaba Tanneguy du Chastel y sus hombres) en mayo de 1418 durante la Revuelta Cabochiena, una vez que los soldados de Juan Sin Miedo, Duque de Borgoña, intentaran capturar la ciudad, cosa que hicieron. Poco después de la caída de París en manos borgoñonas, el joven Delfín fue nombrado regente de Francia para gobernar en nombre de su padre, que cada día estaba más delicado de salud.
Carlos estableció su corte más al sur, en el Valle del Loira. En el verano de 1418, el Delfín estaba muy ocupado consolidando sus dominios en un reino gobernado por las lealtades dudosas. Una de las acciones clave para esta consolidación de su poder fue el asedio a la ciudad de Tours (agosto-septiembre 1418), que en aquellos días estaba bajo control del Duque de Borgoña. Como parte de esta política para reposicionarse en Francia, el Delfín contrató a muchos mercenarios y nobles de otras naciones vecinas, como Castilla, Escocia, Lombardía, Génova y Suiza. La cantidad de capitanes extranjeros en Francia registrados por esta época es enorme comparada con otras épocas.
Al año siguiente, tras la toma de Tours, Carlos intentó llegar a una reconciliación con el duque, citándose con él en un puente en Pouilly, cerca de Melún, en julio de 1419. La reunión salió como lo acordado, pero en afán de seguir estrechando los lazos, los dos señores se vieron nuevamente el 10 de septiembre en el puente de Montereau. El Duque, a pesar de los eventos anteriores, confió en la buena voluntad de su joven primo y, asumiendo que la reunión sería enteramente pacífica y diplomática, llevó consigo solo una pequeña escolta. Entre los hombres del rey se encontraba Tanneguy du Chastel, quien interpretó cierto gesto de Juan Sin Miedo como un intento de ataque y, blandiendo su hacha, se la clavó entre el cuello y el hombro provocando la muerte del Duque. Aún hoy se desconoce el grado de culpabilidad de Carlos en el hecho: a pesar de que el Delfín dijo haber estado inadvertido sobre las intenciones de sus hombres, esto fue considerado poco probable por quienes oyeron acerca del asesinato y profundizó la enemistad entre la rama Valois de Francia y la rama Valois de Borgoña. Carlos en persona fue más tarde requerido por medio de un tratado con Felipe el Bueno, hijo del asesinado Juan Sin Miedo, para que pagara penitencia por el asesinato, pero nunca se presentó; no obstante, se dice, el suceso le dejó con una fobia a los puentes por el resto de su vida.

## Los escoceses luchan por Francia
Ese mismo año, en 1419, el Delfín envió varias embajadas a Castilla, Escocia y Génova para pedir apoyo militar, pues el ejército francés seguía debilitado por la aplastante derrota de Agincourt. El embajador enviado a Escocia, un tal Sieur de Plusquallec, consiguió una gran tropa de escoceses que llegó a las costas francesas de Burdeos a finales del año. El Delfín anunció su llegada a todas las ciudades importantes del reino, pues la tropa, decía, constaba de 6000 hombres comandados por John Stewart, conde de Buchan. Los capitanes franceses desconfiaban enormemente de estos escoceses, a los que llamaban "comedores de ovejas y odres de vino". El Delfín, que los necesitaba mucho, ignoraba estas críticas y conservaba a los escoceses a su lado regalándoles tierras y títulos.
Pero el éxito de los escoceses vendría en 1421, en la batalla de Baugé, en la cual una fuerza franco-escocesa de 6000 hombres derrotó al ejército inglés capitaneado por Tomás de Lancaster, Duque de Clarence, hermano del Rey. La batalla se saldó con la muerte del hermano del Rey y la captura de muchos capitanes y nobles ingleses. Tras esta victoria, Buchan, capitán de los escoceses, fue nombrado por el Delfín Mariscal de Francia, el más alto rango militar francés. Entusiasmado por esta victoria, Carlos VII marchó también al frente de un ejército, atacando el Condado de Perche y tomando Montmirail en el camino. En esta breve campaña el rey puso sitio a Alençon y Gaillardon, donde los hombres del partido borgoñón fueron asesinados. Sin embargo, estos días de fáciles victorias acabarían pronto con la llegada de las tropas mandadas por el mismo Enrique V a Normandía.
En su adolescencia, Carlos fue caracterizado por su bravura y estilo de liderazgo: en cierta ocasión tras convertirse en Delfín, lideró un ejército contra los ingleses, vestido de rojo, blanco y azul, colores que representaban a Francia; su escudo heráldico era un enmallado puño sosteniendo una espada desnuda. No obstante, dos eventos en 1421 rompieron su confianza: fue forzado, muy a su pesar, a retirarse de la batalla contra Enrique V de Inglaterra y sus padres le repudiaron como el heredero legítimo de Francia, otorgando la herencia a Enrique VI y arguyendo que él, Carlos, era el resultado de una de las aventuras extramaritales de su madre (de las cuales se le conocían muchas). Humillado y temiendo por su vida, el Delfín buscó la protección de Yolanda de Aragón, la llamada Reina de los Cuatro Reinos, en el sur de Francia, donde fue protegido por la poderosa y orgullosa Reina Yolanda, y se desposó con su hija, María.
A la muerte de su enfermo padre, Carlos VI, la sucesión fue puesta en duda: si el Delfín era legítimo, entonces era el heredero al trono. Si no, entonces el heredero era el duque de Orléans, en cautiverio inglés. Además, el Tratado de Troyes, firmado por Carlos VI en 1420, indicaba que el trono pasaría a Enrique VI de Inglaterra, el hijo del recientemente fallecido Enrique V y Catalina de Valois. Ninguno de los tres candidatos podía reclamar con toda certeza el trono francés; de cualquier manera los ingleses, que dominaban toda la parte norte de Francia, incluyendo París, podían forzar su reclamo al trono en aquellas partes francesas que ocupaban. El norte de Francia fue gobernado por un regente inglés (Juan de Lancaster, Duque de Bedford) establecido en Normandía, mientras el joven Enrique VI alcanzaba la edad requerida para ser coronado.
Carlos reclamó el título de Rey de Francia para sí mismo, como era de esperarse; sin embargo, debido a la indecisión y desesperanza, no hizo ningún intento por echar a los ingleses de Francia. En lugar de eso, permaneció al sur del río Loira, que era hasta donde su esfera de influencia llegaba, manteniendo una corte que se desplazaba por todo el Valle del Loira y se estableció en castillos como Chinon o Bourges, donde vivaba su privado Jacques Cœur y por lo cual fue llamado Rey de Bourges. Posteriormente, consideró huir a la península ibérica, pero no lo hizo.

## La Doncella de Orleans
Felipe III el Bueno, el nuevo Duque de Borgoña (hijo del asesinado duque), sus partidarios, adeptos y seguidores acusaron rotunda y severamente al regente Carlos de haber maquinado, maniobrado, incitado, preparado, dirigido e instigado el asesinato. Lograron que se desheredara al regente a favor de su cuñado, el rey Enrique V de Inglaterra (casado con Catalina de Valois, hermana de Carlos).
En 1422 contrajo matrimonio con su prima María de Anjou (bisnieta del Rey Juan II el Bueno). De esta unión nacieron:
- Luis de Francia, Delfín de Francia y Rey con el nombre de Luis XI (1423-1483).
- Juan de Francia (1424-1425).
- Radegunda de Francia (1428-1445).
- Catalina de Francia (1431-1446), duquesa de Borgoña por su matrimonio con Carlos el Temerario.
- Jaime de Francia (1432-1437).
- Yolanda de Francia (1434-1478), duquesa de Saboya por su matrimonio con Amadeo IX
- Juana de Francia (1435-1482), duquesa de Borbón por su matrimonio con Juan II.
- Margarita de Francia (1437-1438).
- María de Francia (1438-1439).
- Juana de Francia (1438-1446).
- Magdalena de Francia (1443-1486), (primeramente estuvo comprometida en matrimonio con Ladislao V de Hungría), princesa de Viana por su matrimonio con Gastón de Foix, regente de Navarra.
- Carlos de Francia (1446-1472), duque de Berry

A la muerte de su padre, Carlos VI, y de Enrique V, los armagnacs, enemigos de los borgoñones, se agruparon y alinearon alrededor del regente Carlos, que mantenía su corte cerca de Bourges. Mientras tanto, el duque de Bedford (hermano de Enrique V), que gobernaba como regente en lugar del rey niño Enrique VI de Inglaterra, había restablecido de alguna u otra forma el orden en la zona norte de Francia y había sitiado Orleans.
Fue entonces cuando la joven Juana de Arco se presentó ante el delfín Carlos y lo convenció para que le permitiera socorrer a la ciudad de Orleans. Con la ayuda de su ejército, Juana de Arco consiguió levantar el sitio, obtener muchas victorias contra los ingleses de camino a Reims y, finalmente, tomar Reims. Allí, en 1429, el delfín Carlos fue oficialmente coronado rey de Francia con el nombre de Carlos VII de Francia en la catedral de Reims, como siempre fueron coronados los reyes franceses. Un año después, Juana fue capturada en mayo de 1430, interrogada y enjuiciada al siguiente año; fue quemada en la Place du Vieux-Marché en Ruan, pero su muerte la convirtió en un mártir, lo que fortaleció aún más a Carlos, quien no hizo el menor esfuerzo por evitar su ejecución.
Aunque París, Normandía y Aquitania siguieron todavía bajo el control y el poder de Inglaterra, la situación cambió definitivamente para ellos a causa de estos acontecimientos. En el año 1435 el duque Felipe III de Borgoña, intimidado por el martirio de Juana, se alió con su primo Carlos VII contra los ingleses. Esa alianza se concretó en el tratado de Arras y, poco tiempo después, consiguieron expulsar de París a los invasores ingleses.
Carlos VII asumió una enérgica actitud y posición. Despedazó con grandes victorias el movimiento revolucionario y sedicioso de los nobles denominada “La Praguería”. Formó un ejército de línea y, entre 1444 y 1453, logró liberar y rescatar a su país de los ingleses.
El 7 de julio de 1438 proclamó la Pragmática Sanción de Bourges, según la cual dio autonomía a la Iglesia de Francia, liberándola de las intromisiones de Roma en cuanto a nombramiento de obispos y cardenales, y en cuanto a la paga de impuestos a Roma.
A Carlos VII se le conoció como "'Carlos el Bien Servido'". Este monarca tuvo mucho talento; cabe destacar que siempre supo escoger consejeros y asesores hábiles e idóneos, muchos de los cuales provenían de la clase media.

## Personalidad y carácter
Fuentes contemporáneas sugieren que el Rey Carlos VII era de carácter débil y temperamento cambiante: "En su círculo había frecuentes y diversos cambios. Tenía el hábito de que, cuando algún miembro de su círculo había logrado ascenso social, se volvía molesto para él y, aprovechando cualquier cosa parecida a una justificación, arrojaba a dicho miembro hasta lo más bajo." El historiador Georges Chastellain, a quien debemos esta descripción indica que Carlos disfrutaba del tratamiento abusivo que propinaba a sus súbditos y se lo atribuyó a tres defectos: "Carácter cambiante, personalidad desafiante y envidia." Aprovechaba cualquier oportunidad para aumentar su fama: tras recuperar el reino de manos inglesas, mandó a fabricar diversas medallas en las que se hacía llamar "Carlos el Victorioso."
En una carta de 1429, los habitantes de Châlons se expresaron del rey Carlos VII en los siguientes términos: "afable y gentil, lleno de piedad y misericordia. Una persona magnífica, de excelente porte y buen entendimiento." Sus biógrafos enfatizaron su misericordia y piedad. Durante su juicio, Juana de Arco dijo: "Ni una palabra de mi rey, puesto que él es un buen cristiano". Esta generosidad se convirtió en una debilidad con algunos de sus favoritos, Georges de La Trémoïlle fue uno de sus muchos consejeros que vieron en ella una oportunidad fácil para enriquecerse con títulos y propiedades. Jean Juvénal des Ursins, uno de los grandes obispos humanistas de la época, también dejó una descripción del rey: "Su vida y su gobierno son justos, honestos y agradables a Dios." Carlos VII de Francia fue, además, un hombre culto, hablaba latín con fluidez, destacaba en historia y las ciencias sacras. Podía ser encantador y su voz tenía un timbre placentero, amaba las artes y en ocasiones tocaba el arpa; aunque tenía poco interés en la cacería, deporte muy estimado entre la nobleza medieval.

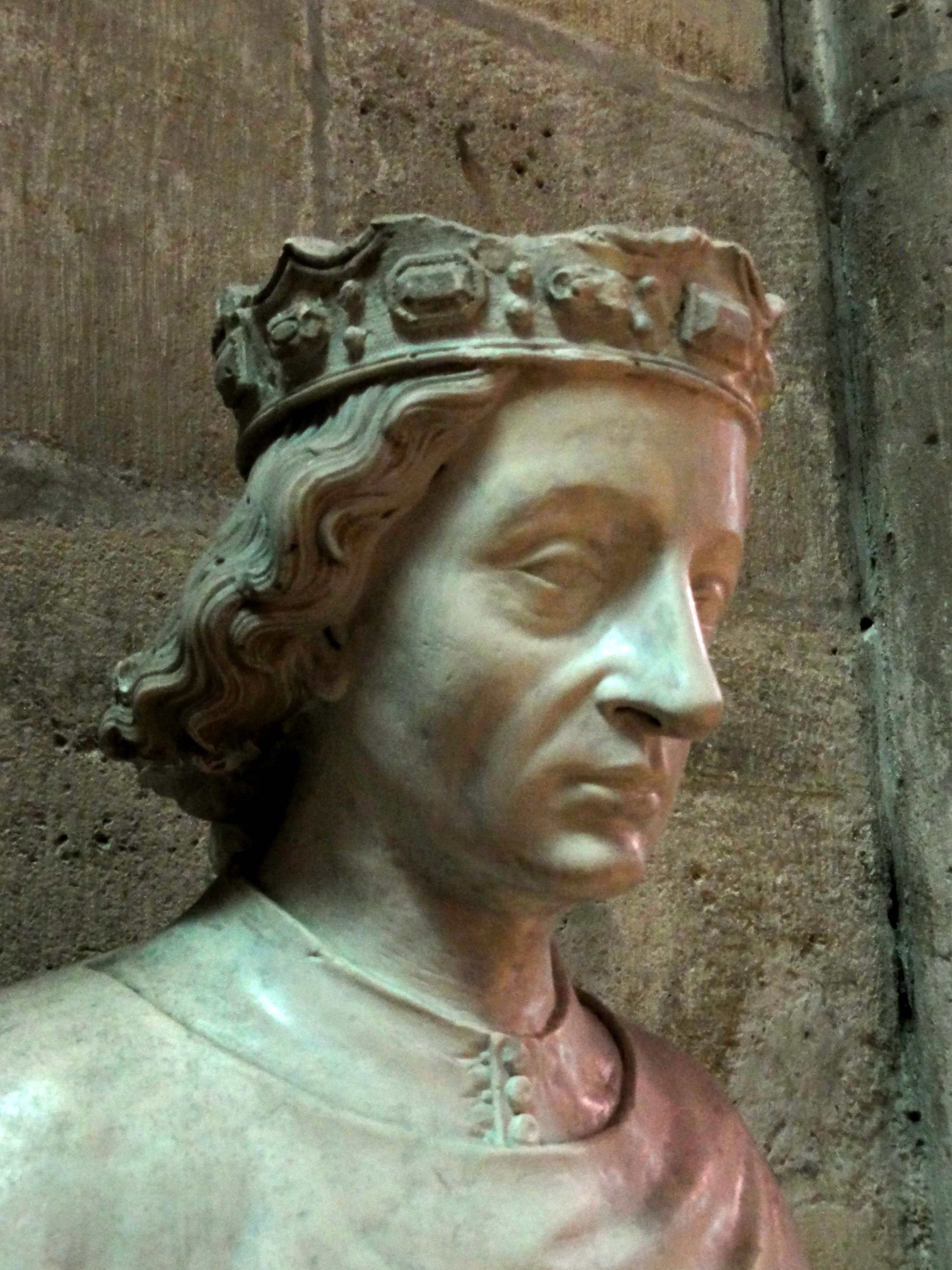
Busto en mármol de Carlos VII,
vers 1463-1465, basílica de Saint-Denis, probablemente esculpida como la máscara funeraria del rey.

Carlos VII vivió con miedo. Sus primeros años de vida dejaron una profunda huella negativa en él; la extraña mortandad entre sus hermanos mayores, la locura de su padre, el rechazo de su madre; el asesinato, ante sus propios ojos, de su tío Juan sin Miedo; y la pérdida de sus títulos tras la firma del Tratado de Troyes, provocaban en él ataques de terror cuando recordaba su infancia y juventud. Carlos tenía miedo de las estructuras de madera desde que un piso entero de dicho material colapsó bajo sus pies en La Roche-Guyon en 1422. En esa ocasión el Delfín salvó la vida, pero a partir de entonces no pisaría nunca más estructuras de madera. El joven Carlos se desconcertaba ante la vista de extraños, se tienen evidencias que señalan que si veía a un hombre extraño mientras comía, podía pasar todo el rato observándolo sin probar bocado.
Carlos VII era físicamente poco agraciado. Según Chastellain: "Era flaco y poco corpulento, tenía una constitución débil y caminaba de manera extraña, carente de todo balance." Era de estatura media, sus miembros eran poco proporcionados y para disimular su patizambismo usaba largas togas que lo hacían parecer majestuoso. Los retratos existentes lo reflejan triste y preocupado características que concuerdan con las descripciones de sus contemporáneos: "Era una persona solitaria. Para él era suficiente pasar la vida viviendo." Sin embargo fue el primero de los reyes de Francia que tuvo una concubina oficialmente reconocida con título, la hábil y fiel Agnès Sorel.

## Muerte
Carlos VII desarrolló un absceso en la boca y se le dejó morir de hambre. Falleció el 22 de julio de 1461 y fue sepultado en la basílica de Saint-Denis, donde, actualmente, sólo se conserva su busto, debido a la profanación de 1793.
Le sucedió en el trono francés su hijo Luis, como Luis XI de Francia.

## Ancestros
| \| \| \| \| \| \| \| \| \| \| \| \| \| \| \| \| \| \| \| \| 16. Felipe VI de Francia \| \| \| \| \| \| \| \| \| \| \| \| \| \| \| \| \| \| \| \| \| \| \| \| \| \| \| \| \| \| \| \| \| \| \| \| \| \| \| \| \| \| \| \| \| \| \| \| \| \| \| \| \| \| 8. Juan II de Francia \| \| \| \| \| \| \| \| \| \| \| \| \| \| \| \| \| \| \| \| \| \| \| \| \| \| \| \| \| \| \| \| \| \| \| \| \| \| \| \| \| \| \| \| \| \| \| \| \| \| \| \| \| \| 17. Juana de Borgoña \| \| \| \| \| \| \| \| \| \| \| \| \| \| \| \| \| \| \| \| \| \| \| \| \| \| \| \| \| \| \| \| \| \| \| \| \| \| \| \| \| \| \| \| \| \| \| \| \| \| \| \| \| \| 4. Carlos V de Francia \| \| \| \| \| \| \| \| \| \| \| \| \| \| \| \| \| \| \| \| \| \| \| \| \| \| \| \| \| \| \| \| \| \| \| \| \| \| \| \| \| \| \| \| \| \| \| \| \| \| \| \| \| \| 18. Juan I de Bohemia \| \| \| \| \| \| \| \| \| \| \| \| \| \| \| \| \| \| \| \| \| \| \| \| \| \| \| \| \| \| \| \| \| \| \| \| \| \| \| \| \| \| \| \| \| \| \| \| \| \| \| \| \| \| 9. Bona de Luxemburgo \| \| \| \| \| \| \| \| \| \| \| \| \| \| \| \| \| \| \| \| \| \| \| \| \| \| \| \| \| \| \| \| \| \| \| \| \| \| \| \| \| \| \| \| \| \| \| \| \| \| \| \| \| \| 19. Isabel I de Bohemia \| \| \| \| \| \| \| \| \| \| \| \| \| \| \| \| \| \| \| \| \| \| \| \| \| \| \| \| \| \| \| \| \| \| \| \| \| \| \| \| \| \| \| \| \| \| \| \| \| \| \| \| \| \| 2. Carlos VI de Francia \| \| \| \| \| \| \| \| \| \| \| \| \| \| \| \| \| \| \| \| \| \| \| \| \| \| \| \| \| \| \| \| \| \| \| \| \| \| \| \| \| \| \| \| \| \| \| \| \| \| \| \| \| \| 20. Luis I de Borbón \| \| \| \| \| \| \| \| \| \| \| \| \| \| \| \| \| \| \| \| \| \| \| \| \| \| \| \| \| \| \| \| \| \| \| \| \| \| \| \| \| \| \| \| \| \| \| \| \| \| \| \| \| \| 10. Pedro I de Borbón \| \| \| \| \| \| \| \| \| \| \| \| \| \| \| \| \| \| \| \| \| \| \| \| \| \| \| \| \| \| \| \| \| \| \| \| \| \| \| \| \| \| \| \| \| \| \| \| \| \| \| \| \| \| 21. María de Henao \| \| \| \| \| \| \| \| \| \| \| \| \| \| \| \| \| \| \| \| \| \| \| \| \| \| \| \| \| \| \| \| \| \| \| \| \| \| \| \| \| \| \| \| \| \| \| \| \| \| \| \| \| \| 5. Juana de Borbón \| \| \| \| \| \| \| \| \| \| \| \| \| \| \| \| \| \| \| \| \| \| \| \| \| \| \| \| \| \| \| \| \| \| \| \| \| \| \| \| \| \| \| \| \| \| \| \| \| \| \| \| \| \| 22. Carlos de Valois \| \| \| \| \| \| \| \| \| \| \| \| \| \| \| \| \| \| \| \| \| \| \| \| \| \| \| \| \| \| \| \| \| \| \| \| \| \| \| \| \| \| \| \| \| \| \| \| \| \| \| \| \| \| 11. Isabel de Valois \| \| \| \| \| \| \| \| \| \| \| \| \| \| \| \| \| \| \| \| \| \| \| \| \| \| \| \| \| \| \| \| \| \| \| \| \| \| \| \| \| \| \| \| \| \| \| \| \| \| \| \| \| \| 23. Mahaut de Châtillon-Saint Pol \| \| \| \| \| \| \| \| \| \| \| \| \| \| \| \| \| \| \| \| \| \| \| \| \| \| \| \| \| \| \| \| \| \| \| \| \| \| \| \| \| \| \| \| \| \| \| \| \| \| \| \| \| \| 1. Carlos VII de Francia \| \| \| \| \| \| \| \| \| \| \| \| \| \| \| \| \| \| \| \| \| \| \| \| \| \| \| \| \| \| \| \| \| \| \| \| \| \| \| \| \| \| \| \| \| \| \| \| \| \| \| \| \| \| 24. Luis II de Baviera \| \| \| \| \| \| \| \| \| \| \| \| \| \| \| \| \| \| \| \| \| \| \| \| \| \| \| \| \| \| \| \| \| \| \| \| \| \| \| \| \| \| \| \| \| \| \| \| \| \| \| \| \| \| 12. Luis IV de Baviera \| \| \| \| \| \| \| \| \| \| \| \| \| \| \| \| \| \| \| \| \| \| \| \| \| \| \| \| \| \| \| \| \| \| \| \| \| \| \| \| \| \| \| \| \| \| \| \| \| \| \| \| \| \| 25. Matilde de Habsburgo \| \| \| \| \| \| \| \| \| \| \| \| \| \| \| \| \| \| \| \| \| \| \| \| \| \| \| \| \| \| \| \| \| \| \| \| \| \| \| \| \| \| \| \| \| \| \| \| \| \| \| \| \| \| 6. Esteban II de Baviera \| \| \| \| \| \| \| \| \| \| \| \| \| \| \| \| \| \| \| \| \| \| \| \| \| \| \| \| \| \| \| \| \| \| \| \| \| \| \| \| \| \| \| \| \| \| \| \| \| \| \| \| \| \| 26. Bolcón I de Silesia \| \| \| \| \| \| \| \| \| \| \| \| \| \| \| \| \| \| \| \| \| \| \| \| \| \| \| \| \| \| \| \| \| \| \| \| \| \| \| \| \| \| \| \| \| \| \| \| \| \| \| \| \| \| 13. Beatriz de Silesia \| \| \| \| \| \| \| \| \| \| \| \| \| \| \| \| \| \| \| \| \| \| \| \| \| \| \| \| \| \| \| \| \| \| \| \| \| \| \| \| \| \| \| \| \| \| \| \| \| \| \| \| \| \| 27. Beatriz de Brandeburgo \| \| \| \| \| \| \| \| \| \| \| \| \| \| \| \| \| \| \| \| \| \| \| \| \| \| \| \| \| \| \| \| \| \| \| \| \| \| \| \| \| \| \| \| \| \| \| \| \| \| \| \| \| \| 3. Isabel de Baviera-Ingolstadt \| \| \| \| \| \| \| \| \| \| \| \| \| \| \| \| \| \| \| \| \| \| \| \| \| \| \| \| \| \| \| \| \| \| \| \| \| \| \| \| \| \| \| \| \| \| \| \| \| \| \| \| \| \| 28. Stefano Visconti \| \| \| \| \| \| \| \| \| \| \| \| \| \| \| \| \| \| \| \| \| \| \| \| \| \| \| \| \| \| \| \| \| \| \| \| \| \| \| \| \| \| \| \| \| \| \| \| \| \| \| \| \| \| 14. Bernabé Visconti \| \| \| \| \| \| \| \| \| \| \| \| \| \| \| \| \| \| \| \| \| \| \| \| \| \| \| \| \| \| \| \| \| \| \| \| \| \| \| \| \| \| \| \| \| \| \| \| \| \| \| \| \| \| 29. Valentina Doria \| \| \| \| \| \| \| \| \| \| \| \| \| \| \| \| \| \| \| \| \| \| \| \| \| \| \| \| \| \| \| \| \| \| \| \| \| \| \| \| \| \| \| \| \| \| \| \| \| \| \| \| \| \| 7. Tadea Visconti \| \| \| \| \| \| \| \| \| \| \| \| \| \| \| \| \| \| \| \| \| \| \| \| \| \| \| \| \| \| \| \| \| \| \| \| \| \| \| \| \| \| \| \| \| \| \| \| \| \| \| \| \| \| 30. Mastino II Della Scala \| \| \| \| \| \| \| \| \| \| \| \| \| \| \| \| \| \| \| \| \| \| \| \| \| \| \| \| \| \| \| \| \| \| \| \| \| \| \| \| \| \| \| \| \| \| \| \| \| \| \| \| \| \| 15. Beatriz Regina de la Scala \| \| \| \| \| \| \| \| \| \| \| \| \| \| \| \| \| \| \| \| \| \| \| \| \| \| \| \| \| \| \| \| \| \| \| \| \| \| \| \| \| \| \| \| \| \| \| \| \| \| \| \| \| \| 31. Tadea de Carrara \| \| \| \| \| \| \| \| \| \| \| \| \| \| \| \| \| \| \| \| \| \| \| \| \| \| \| \| \| \| \| \| \| \| \| \| \| \| \| \| \| \| \| \| \| \| \| \| \| \| \| \| |                                   |  |  |  |  |  |  |  |  |  |  |  |  |  |  |  |
| |                                   |  |  |  |  |  |  |  |  |  |  |  |  |  |  |  |
| | 16. Felipe VI de Francia          |  |  |  |  |  |  |  |  |  |  |  |  |  |  |  |
| |                                   |  |  |  |  |  |  |  |  |  |  |  |  |  |  |  |
| |                                   |  |  |  |  |  |  |  |  |  |  |  |  |  |  |  |
| | 8. Juan II de Francia             |  |  |  |  |  |  |  |  |  |  |  |  |  |  |  |
| |                                   |  |  |  |  |  |  |  |  |  |  |  |  |  |  |  |
| |                                   |  |  |  |  |  |  |  |  |  |  |  |  |  |  |  |
| | 17. Juana de Borgoña              |  |  |  |  |  |  |  |  |  |  |  |  |  |  |  |
| |                                   |  |  |  |  |  |  |  |  |  |  |  |  |  |  |  |
| |                                   |  |  |  |  |  |  |  |  |  |  |  |  |  |  |  |
| | 4. Carlos V de Francia            |  |  |  |  |  |  |  |  |  |  |  |  |  |  |  |
| |                                   |  |  |  |  |  |  |  |  |  |  |  |  |  |  |  |
| |                                   |  |  |  |  |  |  |  |  |  |  |  |  |  |  |  |
| | 18. Juan I de Bohemia             |  |  |  |  |  |  |  |  |  |  |  |  |  |  |  |
| |                                   |  |  |  |  |  |  |  |  |  |  |  |  |  |  |  |
| |                                   |  |  |  |  |  |  |  |  |  |  |  |  |  |  |  |
| | 9. Bona de Luxemburgo             |  |  |  |  |  |  |  |  |  |  |  |  |  |  |  |
| |                                   |  |  |  |  |  |  |  |  |  |  |  |  |  |  |  |
| |                                   |  |  |  |  |  |  |  |  |  |  |  |  |  |  |  |
| | 19. Isabel I de Bohemia           |  |  |  |  |  |  |  |  |  |  |  |  |  |  |  |
| |                                   |  |  |  |  |  |  |  |  |  |  |  |  |  |  |  |
| |                                   |  |  |  |  |  |  |  |  |  |  |  |  |  |  |  |
| | 2. Carlos VI de Francia           |  |  |  |  |  |  |  |  |  |  |  |  |  |  |  |
| |                                   |  |  |  |  |  |  |  |  |  |  |  |  |  |  |  |
| |                                   |  |  |  |  |  |  |  |  |  |  |  |  |  |  |  |
| | 20. Luis I de Borbón              |  |  |  |  |  |  |  |  |  |  |  |  |  |  |  |
| |                                   |  |  |  |  |  |  |  |  |  |  |  |  |  |  |  |
| |                                   |  |  |  |  |  |  |  |  |  |  |  |  |  |  |  |
| | 10. Pedro I de Borbón             |  |  |  |  |  |  |  |  |  |  |  |  |  |  |  |
| |                                   |  |  |  |  |  |  |  |  |  |  |  |  |  |  |  |
| |                                   |  |  |  |  |  |  |  |  |  |  |  |  |  |  |  |
| | 21. María de Henao                |  |  |  |  |  |  |  |  |  |  |  |  |  |  |  |
| |                                   |  |  |  |  |  |  |  |  |  |  |  |  |  |  |  |
| |                                   |  |  |  |  |  |  |  |  |  |  |  |  |  |  |  |
| | 5. Juana de Borbón                |  |  |  |  |  |  |  |  |  |  |  |  |  |  |  |
| |                                   |  |  |  |  |  |  |  |  |  |  |  |  |  |  |  |
| |                                   |  |  |  |  |  |  |  |  |  |  |  |  |  |  |  |
| | 22. Carlos de Valois              |  |  |  |  |  |  |  |  |  |  |  |  |  |  |  |
| |                                   |  |  |  |  |  |  |  |  |  |  |  |  |  |  |  |
| |                                   |  |  |  |  |  |  |  |  |  |  |  |  |  |  |  |
| | 11. Isabel de Valois              |  |  |  |  |  |  |  |  |  |  |  |  |  |  |  |
| |                                   |  |  |  |  |  |  |  |  |  |  |  |  |  |  |  |
| |                                   |  |  |  |  |  |  |  |  |  |  |  |  |  |  |  |
| | 23. Mahaut de Châtillon-Saint Pol |  |  |  |  |  |  |  |  |  |  |  |  |  |  |  |
| |                                   |  |  |  |  |  |  |  |  |  |  |  |  |  |  |  |
| |                                   |  |  |  |  |  |  |  |  |  |  |  |  |  |  |  |
| | 1. Carlos VII de Francia          |  |  |  |  |  |  |  |  |  |  |  |  |  |  |  |
| |                                   |  |  |  |  |  |  |  |  |  |  |  |  |  |  |  |
| |                                   |  |  |  |  |  |  |  |  |  |  |  |  |  |  |  |
| | 24. Luis II de Baviera            |  |  |  |  |  |  |  |  |  |  |  |  |  |  |  |
| |                                   |  |  |  |  |  |  |  |  |  |  |  |  |  |  |  |
| |                                   |  |  |  |  |  |  |  |  |  |  |  |  |  |  |  |
| | 12. Luis IV de Baviera            |  |  |  |  |  |  |  |  |  |  |  |  |  |  |  |
| |                                   |  |  |  |  |  |  |  |  |  |  |  |  |  |  |  |
| |                                   |  |  |  |  |  |  |  |  |  |  |  |  |  |  |  |
| | 25. Matilde de Habsburgo          |  |  |  |  |  |  |  |  |  |  |  |  |  |  |  |
| |                                   |  |  |  |  |  |  |  |  |  |  |  |  |  |  |  |
| |                                   |  |  |  |  |  |  |  |  |  |  |  |  |  |  |  |
| | 6. Esteban II de Baviera          |  |  |  |  |  |  |  |  |  |  |  |  |  |  |  |
| |                                   |  |  |  |  |  |  |  |  |  |  |  |  |  |  |  |
| |                                   |  |  |  |  |  |  |  |  |  |  |  |  |  |  |  |
| | 26. Bolcón I de Silesia           |  |  |  |  |  |  |  |  |  |  |  |  |  |  |  |
| |                                   |  |  |  |  |  |  |  |  |  |  |  |  |  |  |  |
| |                                   |  |  |  |  |  |  |  |  |  |  |  |  |  |  |  |
| | 13. Beatriz de Silesia            |  |  |  |  |  |  |  |  |  |  |  |  |  |  |  |
| |                                   |  |  |  |  |  |  |  |  |  |  |  |  |  |  |  |
| |                                   |  |  |  |  |  |  |  |  |  |  |  |  |  |  |  |
| | 27. Beatriz de Brandeburgo        |  |  |  |  |  |  |  |  |  |  |  |  |  |  |  |
| |                                   |  |  |  |  |  |  |  |  |  |  |  |  |  |  |  |
| |                                   |  |  |  |  |  |  |  |  |  |  |  |  |  |  |  |
| | 3. Isabel de Baviera-Ingolstadt   |  |  |  |  |  |  |  |  |  |  |  |  |  |  |  |
| |                                   |  |  |  |  |  |  |  |  |  |  |  |  |  |  |  |
| |                                   |  |  |  |  |  |  |  |  |  |  |  |  |  |  |  |
| | 28. Stefano Visconti              |  |  |  |  |  |  |  |  |  |  |  |  |  |  |  |
| |                                   |  |  |  |  |  |  |  |  |  |  |  |  |  |  |  |
| |                                   |  |  |  |  |  |  |  |  |  |  |  |  |  |  |  |
| | 14. Bernabé Visconti              |  |  |  |  |  |  |  |  |  |  |  |  |  |  |  |
| |                                   |  |  |  |  |  |  |  |  |  |  |  |  |  |  |  |
| |                                   |  |  |  |  |  |  |  |  |  |  |  |  |  |  |  |
| | 29. Valentina Doria               |  |  |  |  |  |  |  |  |  |  |  |  |  |  |  |
| |                                   |  |  |  |  |  |  |  |  |  |  |  |  |  |  |  |
| |                                   |  |  |  |  |  |  |  |  |  |  |  |  |  |  |  |
| | 7. Tadea Visconti                 |  |  |  |  |  |  |  |  |  |  |  |  |  |  |  |
| |                                   |  |  |  |  |  |  |  |  |  |  |  |  |  |  |  |
| |                                   |  |  |  |  |  |  |  |  |  |  |  |  |  |  |  |
| | 30. Mastino II Della Scala        |  |  |  |  |  |  |  |  |  |  |  |  |  |  |  |
| |                                   |  |  |  |  |  |  |  |  |  |  |  |  |  |  |  |
| |                                   |  |  |  |  |  |  |  |  |  |  |  |  |  |  |  |
| | 15. Beatriz Regina de la Scala    |  |  |  |  |  |  |  |  |  |  |  |  |  |  |  |
| |                                   |  |  |  |  |  |  |  |  |  |  |  |  |  |  |  |
| |                                   |  |  |  |  |  |  |  |  |  |  |  |  |  |  |  |
| | 31. Tadea de Carrara              |  |  |  |  |  |  |  |  |  |  |  |  |  |  |  |
| |                                   |  |  |  |  |  |  |  |  |  |  |  |  |  |  |  |
| |                                   |  |  |  |  |  |  |  |  |  |  |  |  |  |  |  |

| Predecesor: Carlos VI | Rey de Francia 1422–1461 | Sucesor: Luis XI |